# Administration territoriale du Canada
L'administration territoriale du Canada dépend de l'autorité du Parlement d'Ottawa, des dix provinces et des trois territoires. Selon la Classification géographique type, le territoire est regroupé en six régions distinctes et subdivisé en plusieurs secteurs géographiques.
La division territoriale canadienne la plus importante est la province ou le territoire. Du fait du fédéralisme canadien, le Parlement fédéral n'a aucune autorité directe sur les provinces. Il accorde une autonomie similaire aux territoires. Les provinces et territoires peuvent se regrouper en région (3 à 7 selon les regroupements).
Chacun des provinces et territoires est ensuite divisé selon ses administrations propres. D'ordinaire, les administrations municipales sont du ressort des autorités législatives provinciales, de même que tout pouvoir qui leur est exclusivement réservé au titre de la Constitution canadienne. Néanmoins, selon les compétences propres au Parlement fédéral, le gouvernement du Canada peut suppléer l'institution d'autres unités géographiques par lesquelles seront traduites les prestations de services de ses ministères et autres cabinets. Le recensement, les statistiques et la propriété publique étant, toutefois, sous la juridiction exclusive de ce même Parlement, ces unités géographiques que prescrit le gouvernement fédéral influeraient sur les administrations provinciales ainsi que la distribution et l'organisation de leurs autres charges et offices.

## Unités géographiques normalisées
Aux fins des recensements et des administrations gouvernementales canadiennes, la Classification géographique type élaborée par Statistique Canada permet que soit normalisée la diversité des nomenclatures entre provinces et territoires.

### Communautés subsidiaires et collectivités supplétives

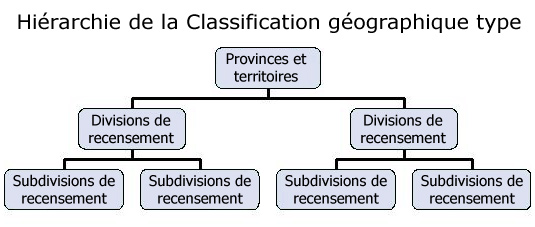

#### Régions géographiques
Les régions géographiques normalisées regroupent la totalité des terres du Canada et sont au nombre de six : l'Atlantique (1), le Québec (2), l'Ontario (3), les Prairies (4), la Colombie-Britannique (5) et les Territoires (6).
Ce sont des regroupements de provinces et de territoires ayant chacun une cohérence géopolitique et servant à la présentation des statistiques aux fins des administrations fédérales et trans-provinciales.

#### Provinces et territoires (PR)
Les provinces et les territoires fédéraux sont les unités géographiques les plus stables et les plus permanentes du Canada, dont ils regroupent la totalité des terres. Ce sont les seuls secteurs géographiques qui furent institués spécifiquement par la Constitution du Canada, loi suprême de l'État canadien.
Les provinces sont les unités constitutives de la Fédération canadienne, de sorte que le rôle primordial que joue leur union conditionne et façonne tout le système politique canadien. Chacune d'elles forme l'espace géographique d'un membre de la Fédération, c'est-à-dire un domaine dans lequel la Couronne canadienne dût-elle exercer de manière particulière la souveraineté qui est la sienne. Ainsi, chaque État fédéré possède une autorité législative qui lui appartient en propre selon la loi fondamentale du pays et qui, par nature, limite le droit d'ingérence du Parlement fédéral et des autres législatures provinciales au regard des droits, pouvoirs et privilèges qui lui sont exclusifs. Les provinces sont au nombre de dix : Terre-Neuve-et-Labrador (10), Île-du-Prince-Édouard (11), Nouvelle-Écosse (12), Nouveau-Brunswick (13), Québec (24), Ontario (35), Manitoba (46), Saskatchewan (47), Alberta (48) et Colombie-Britannique (59).
En revanche, les territoires fédéraux composent l'ensemble des terres canadiennes sur lesquelles le pouvoir législatif du Parlement d'Ottawa pût-il s'étendre à toutes matières, ayant ainsi primauté sur toutes législatures hors-province. À ce titre, l'État fédéral s'assimile à un État unitaire dont l'exercice de la souveraineté fut concentré en un seul lieu et dont le pouvoir fut décentralisé dans les domaines qu'on délégua par commission à quelques organes réglementaires que ce soient. Les territoires fédéraux sont au nombre de trois : Yukon (60), Territoires du Nord-Ouest (61) et Nunavut (62).

#### Régions économiques (RE)
Une région économique est constituée d'un groupe de divisions de recensement entières (sauf un cas en Ontario) qui, ensemble, forment une activité économique cohérente.

#### Divisions de recensement (DR)

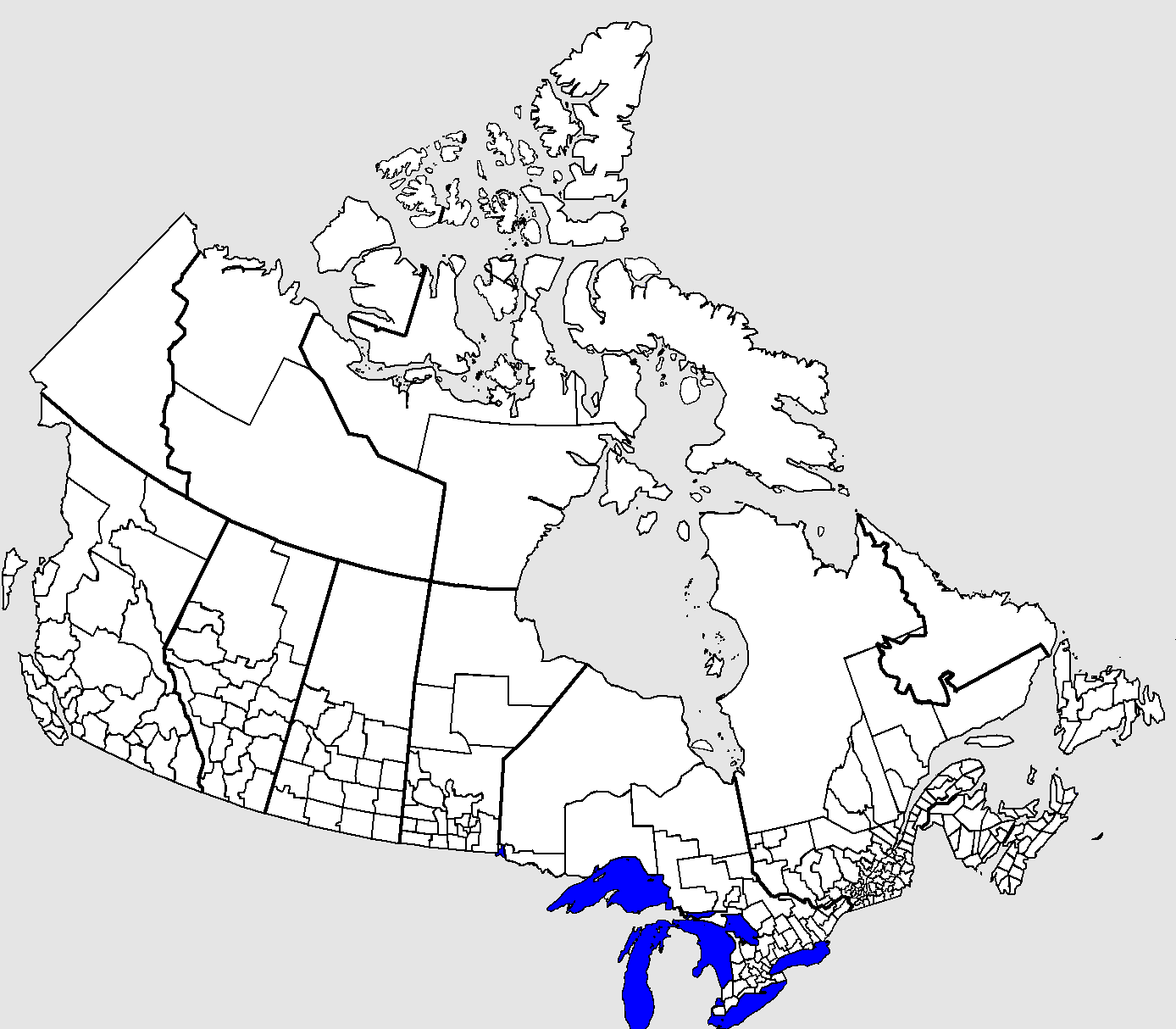
Les divisions de recensement du Canada : terme générique désignant les organismes supra-municipaux ou les territoires équivalents.

Une division de recensement est un lieu coïncidant avec le territoire d'une municipalité supérieure ou d'un territoire équivalent, quel que soit le genre auquel il appartienne selon les classifications provinciales.

#### Subdivisions de recensement (SDR)
Une subdivision de recensement est un lieu coïncidant avec le territoire d'une municipalité inférieure ou d'un territoire équivalent, quel que soit le genre auquel il appartienne selon les classifications provinciales.

### Pôles intégrateurs, satellites et orbites gravitationnelles

#### Régions métropolitaines de recensement (RMR)
Une région métropolitaine de recensement (RMR) est un groupe de subdivisions de recensement (SDR) adjacentes dont la population totale est d'au moins 100 000 habitants et dont le centre de population (CTRPOP) qui constitue le noyau compte au moins 50 000 habitants.
Les subdivisions de recensement d'une région métropolitaine entretiennent avec le noyau un degré d'intégration élevé, établi par le mouvement de la main-d'œuvre et des navetteurs.

#### Agglomérations de recensement (AR)
Une agglomération de recensement (AR) est similaire à une région métropolitaine de recensement (RMR), excepté qu'aucun critère ne définit le nombre d'habitants constituant la population totale du groupe de subdivisions de recensement (SDR) ; toutefois, le centre de population (CTRPOP) qui constitue le noyau de l'agglomération compte au moins 10 000 habitants.
Comme pour la région métropolitaine de recensement (RMR), les subdivisions de recensement d'une agglomération entretiennent avec le noyau un degré d'intégration élevé, établi par le mouvement de la main-d'œuvre et des navetteurs.

#### Secteurs de recensement (SR)
Un secteur de recensement (SR) est un lieu présentant une certaine stabilité géographique et situé à l'intérieur d'une région métropolitaine de recensement (RMR) ou d'une agglomération de recensement (AR) dont la population du noyau est d'au moins 50 000 habitants.

#### Zones d'influence métropolitaine (ZIM)
Une zone d'influence métropolitaine (ZIM) est un groupe de subdivisions de recensement (SDR) non incluses dans une région métropolitaine de recensement (RMR) ou une agglomération de recensement (AR). Les zones sont déterminées et construites selon que l'influence métropolitaine d'un centre de population (CTRPOP) sur les subdivisions de recensement (SDR) qui les composent fût forte, modérée, faible ou nulle.

### Ensembles urbains et espaces à dominante rurale

#### Centres de populations (CTRPOP)

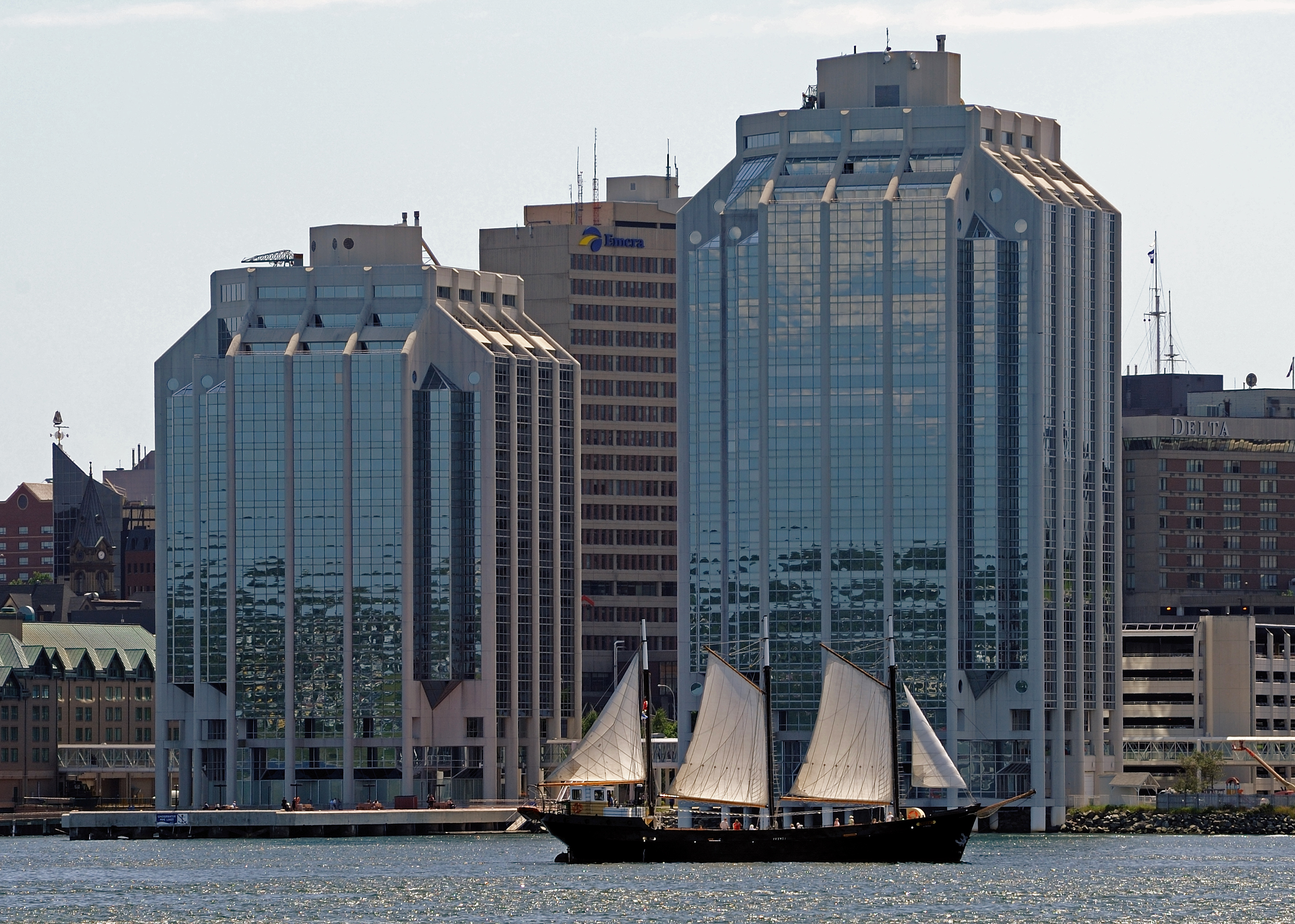
Purdy's Wharf, au cœur du centre de population (CTRPOP) d'Halifax.

Un centre de population (CTRPOP) est un lieu fondé sur la continuité du bâti, c'est-à-dire dont la population est d'au moins 1000 habitants et dont la densité démographique est d'au moins 400 habitants au kilomètre carré. Les centres de population sont classés en trois groupes : petits, moyens et grands centres urbains.

##### Noyau
Un noyau est un centre de population (CTRPOP) qui constitue le centre urbain d'une région métropolitaine de recensement (RMR) ou d'une agglomération de recensement (AR). Sa population est la plus élevée de tous les centres de population (CTRPOP) de la région métropolitaine ou de l'agglomération.

##### Noyau secondaire
Un noyau secondaire est un centre de population (CTRPOP) situé à l'intérieur d'une région métropolitaine de recensement (RMR) et qui rencontre les critères définissant le noyau d'une agglomération de recensement (AR).

##### Banlieues
Une banlieue est un centre de population (CTRPOP) de moins de 10 000 habitants, situé à l'intérieur d'une région métropolitaine de recensement (RMR) ou d'une agglomération de recensement (AR), mais qui n'est pas adjacent à leur noyau principal ou un de leurs noyaux secondaires.

#### Îlots de diffusion (ID)

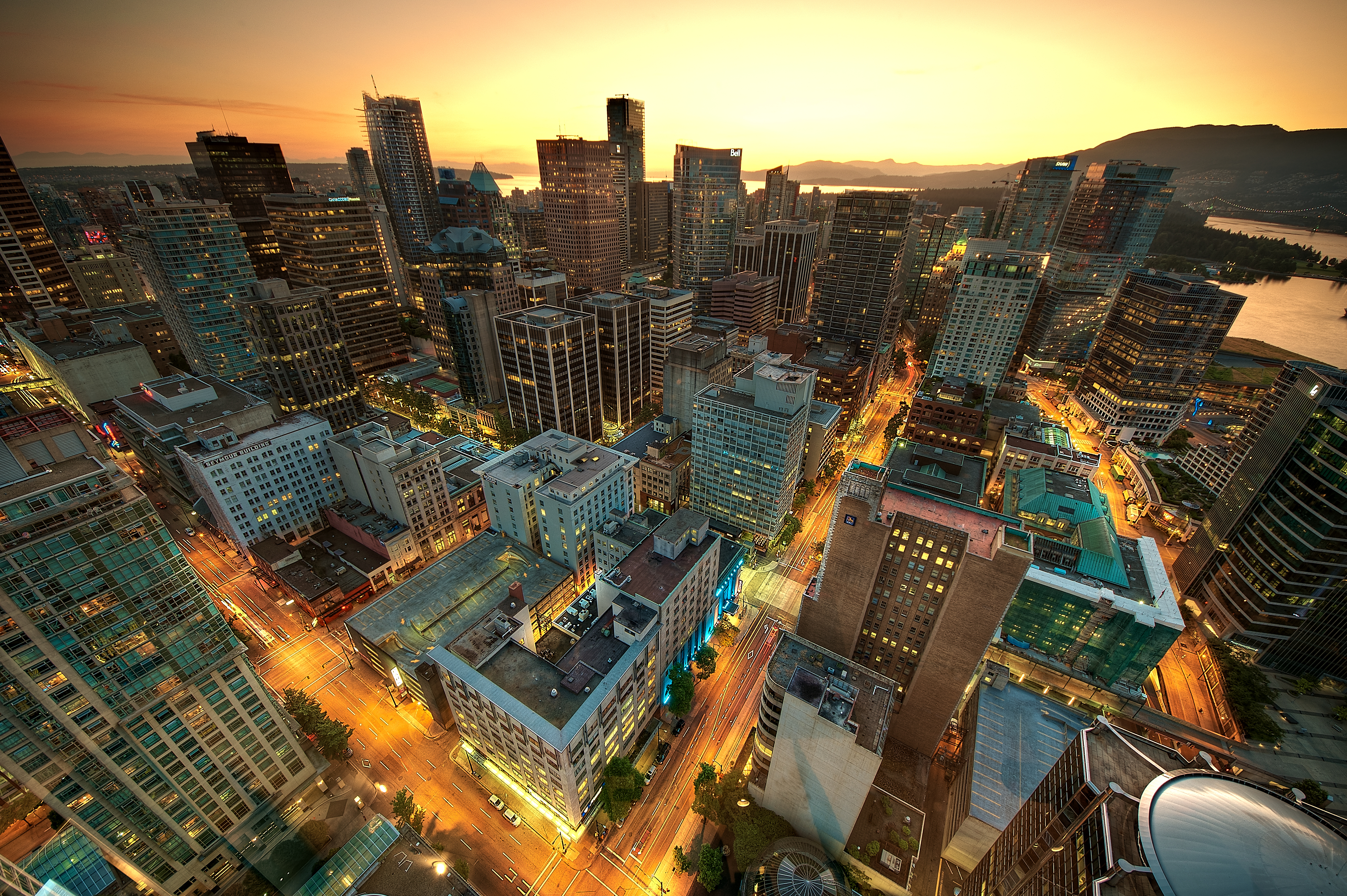
Vue sur les îlots de diffusion (ID) du centre-ville de Vancouver.

Un îlot de diffusion (ID) est un lieu équivalant à un pâté de maisons, c'est-à-dire dont tous les côtés sont délimités par des rues. Ensemble, tous les îlots de diffusion composent la totalité des terres du Canada.

#### Aires de diffusion (AD)
Une aire de diffusion (AD) est un lieu regroupant quelques îlots de diffusion (ID) adjacents, présentant une certaine stabilité géographique et dont la population totale est d'environ 400 à 700 personnes. Ensemble, toutes les aires de diffusion (AD) composent la totalité des terres du Canada.

#### Localités désignées (LD)
Une localité désignée (LD) est un lieu qui ne satisfait pas aux critères établis par Statistique Canada pour être considérés comme une subdivision de recensement (SDR) ou un centre de population (CTRPOP). Ce sont des collectivités ou établissements inframunicipaux vivant en régions rurales (RR).

#### Régions rurales (RR)
Une région rurale (RR) est un lieu situé à l'extérieur d'un centre de population (CTRPOP). Ensemble, tous les centres de population (CTRPOP) et toutes les régions rurales (RR) composent la totalité des terres du Canada.

#### Régions agricoles de recensement (RAR)
Une région agricole de recensement (RAR) est un groupe de divisions de recensement (DR) adjacentes. En Saskatchewan, cependant, c'est un groupe de subdivisions de recensement (SDR) qui forment une subdivision de recensement unifiée (SRU), c'est-à-dire un niveau géographique intermédiaire entre la subdivision de recensement (SDR) et la division de recensement (DR).

### Circonscriptions électorales fédérales
Une circonscription électorale fédérale est un lieu dont la communauté citoyenne possède un siège à la Chambre des communes du Canada.

## Région de l'Atlantique (1)

### Province de Terre-Neuve-et-Labrador (10)
La province de Terre-Neuve-et-Labrador est subdivisée en 4 régions économiques ; le gouvernement provincial est assuré depuis St. John's qui en est le siège.
Les régions économiques de Terre-Neuve-et-Labrador sont constituées de 11 divisions de recensement (CDR) pour lesquelles n'existe aucun genre municipal ou classification équivalente.
Ces divisions de recensement se répartissent une région métropolitaine de recensement (St. John's), 3 agglomérations de recensement (Bay Roberts, Corner Brook et Grand Falls-Windsor), 7 circonscriptions électorales fédérales, 30 centres de population, 183 localités désignées et 376 subdivisions de recensement classées en 5 genres (280 towns, 87 subdivisions non organisées, 3 cities, 3 réserves indiennes et 1 region).

### Province de l'Île-du-Prince-Édouard (11)

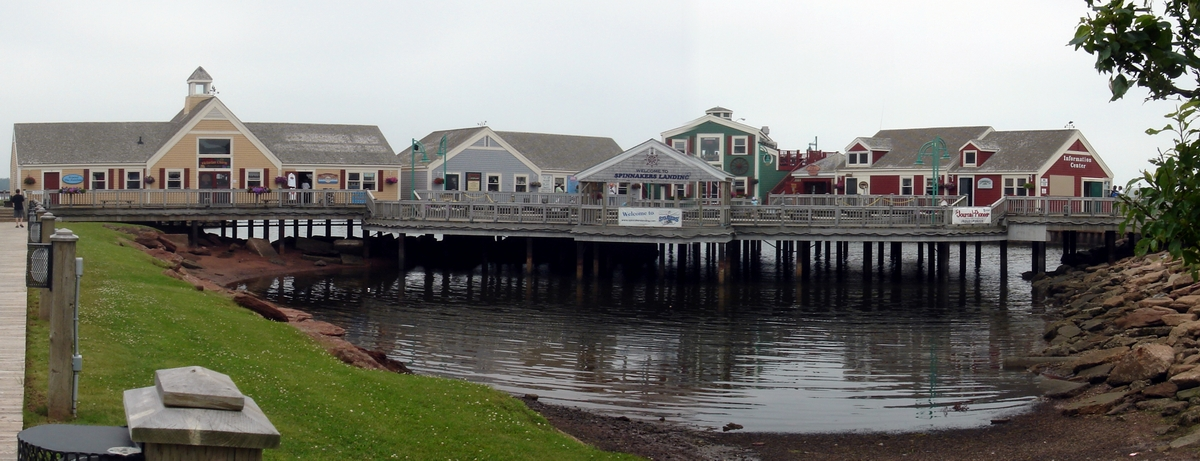
Spinnakers Landing au cœur de Summerside, siège du comté Prince, à l'Île-du-Prince-Édouard.

La province de l'Île-du-Prince-Édouard est une région économique à part entière ; le gouvernement provincial est assuré depuis Charlottetown qui en est le siège.
La région économique de l'Île-du-Prince-Édouard est constituée de trois divisions de recensement coïncidant, chacune pour sa part, avec l'un des 3 counties (CTY) : Kings, Prince et Queens, dont les sièges (shire town) sont Georgetown, Summerside et Charlottetown.
Ces counties se répartissent 2 agglomérations de recensement (Charlottetown et Summerside), 4 circonscriptions électorales fédérales, 7 centres de population et 113 subdivisions de recensement classées en 5 genres (67 townships and royalties, 33 communities, 7 towns, 4 réserves indiennes et 2 cities).

### Province de la Nouvelle-Écosse (12)
La province de la Nouvelle-Écosse est subdivisée en 5 régions économiques ; le gouvernement provincial est assuré depuis Halifax qui en est le siège.
Les régions économiques de la Nouvelle-Écosse sont constituées de 18 divisions de recensement coïncidant, chacune pour sa part, avec l'un des 18 counties (CTY).
Ces counties se répartissent une région métropolitaine de recensement (Halifax), 4 agglomérations de recensement, 11 circonscriptions électorales fédérales, 37 centres de population, 65 localités désignées et 99 subdivisions de recensement classées en 5 genres (31 towns, 28 subdivisions municipalité de comté, 25 réserves indiennes, 12 municipal district et 3 regional municipality).

### Province du Nouveau-Brunswick (13)
La province du Nouveau-Brunswick est subdivisée en 5 régions économiques ; le gouvernement provincial est assuré depuis Fredericton qui en est le siège.
Les régions économiques du Nouveau-Brunswick sont constituées de 15 divisions de recensement coïncidant, chacune pour sa part, avec l'un des 15 comtés (CT).
Ces comtés se répartissent 2 régions métropolitaines de recensement (Moncton et Saint-Jean), 6 agglomérations de recensement, 10 circonscriptions électorales fédérales, 33 centres de population, 167 localités désignées et 273 subdivisions de recensement classées en 8 genres (150 paroisses, 66 villages, 18 réserves indiennes, 14 villes, 13 towns, 4 cités, 4 cities et 4 communautés rurales).

## Région du Québec (2)

### Province de Québec (24)

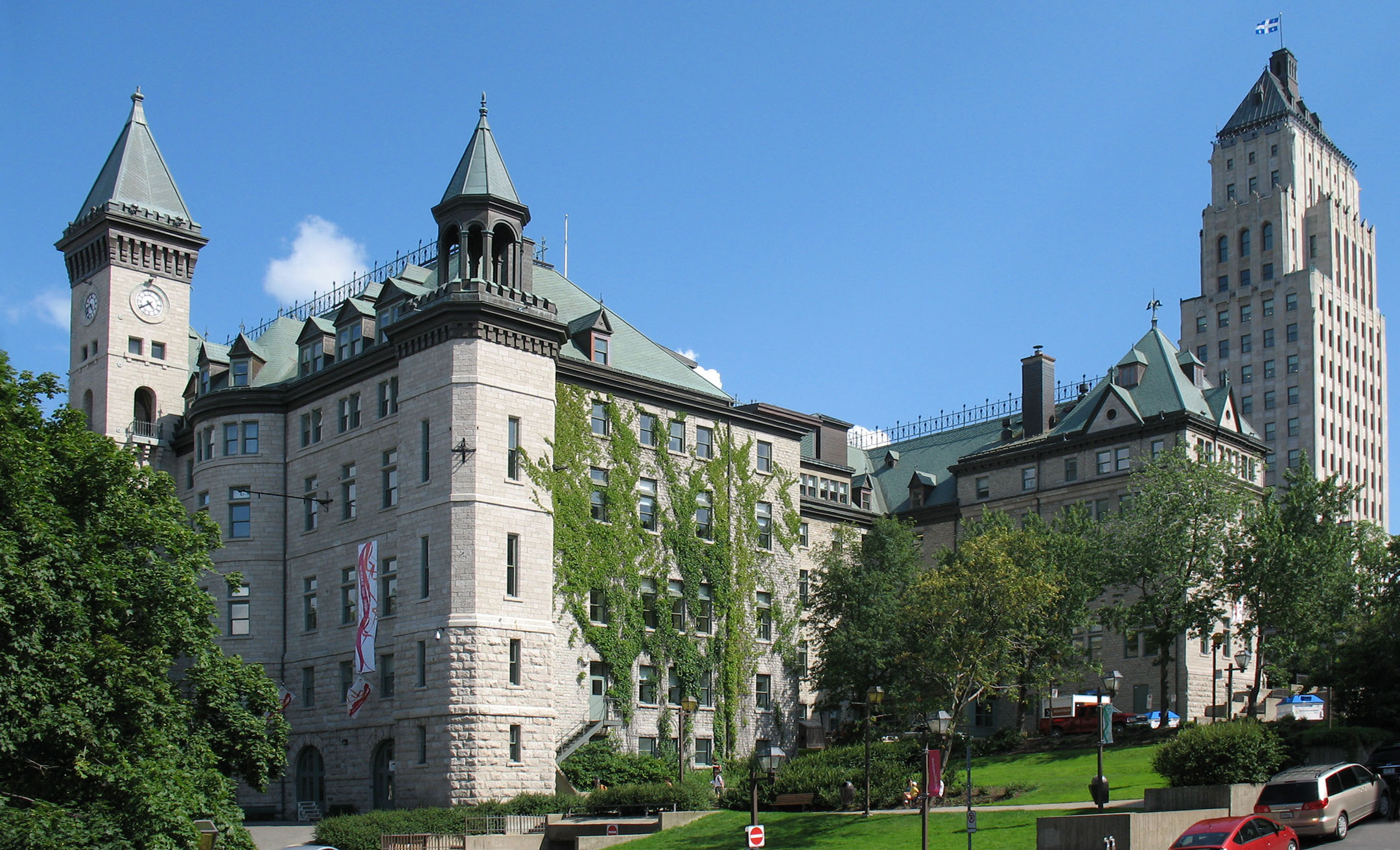
Hôtel de ville de Québec, siège de la subdivision de recensement (SDR) du même nom.

La province de Québec est subdivisée en 17 régions économiques coïncidant, chacune pour sa part, avec l'une des 17 régions administratives ; son gouvernement provincial est assurée depuis Québec qui en est le siège.
Les régions économiques du Québec sont constituées de 98 divisions de recensement coïncidant, chacune pour sa part, avec, le cas échéant, l'une des 81 municipalités régionales de comté (MRC), l'un des 12 territoires équivalents (TÉ) et l'une des 5 divisions de recensement (CDR) pour lesquelles n'existe aucun genre municipal ou classification équivalente.
Ces divisions de recensement se répartissent 6 régions métropolitaines de recensement (Québec, Montréal, Saguenay, Sherbrooke, Trois-Rivières, Ottawa-Gatineau), 25 agglomérations de recensement, 75 circonscriptions électorales fédérales, 106 localités désignées, 243 centres de population et 1285 subdivisions de recensement classées en 15 genres (619 municipalités, 222 villes, 179 paroisses, 96 territoires non organisés, 45 cantons, 45 villages, 27 réserves indiennes, 14 villages nordiques, 12 terres inuites, 8 terres réservées au Cris, 8 villages cris, 6 établissements indiens, 2 cantons unis, 1 terre réservée aux Naskapis et 1 village naskapi).

## Région de l'Ontario (3)

### Province de l'Ontario (35)

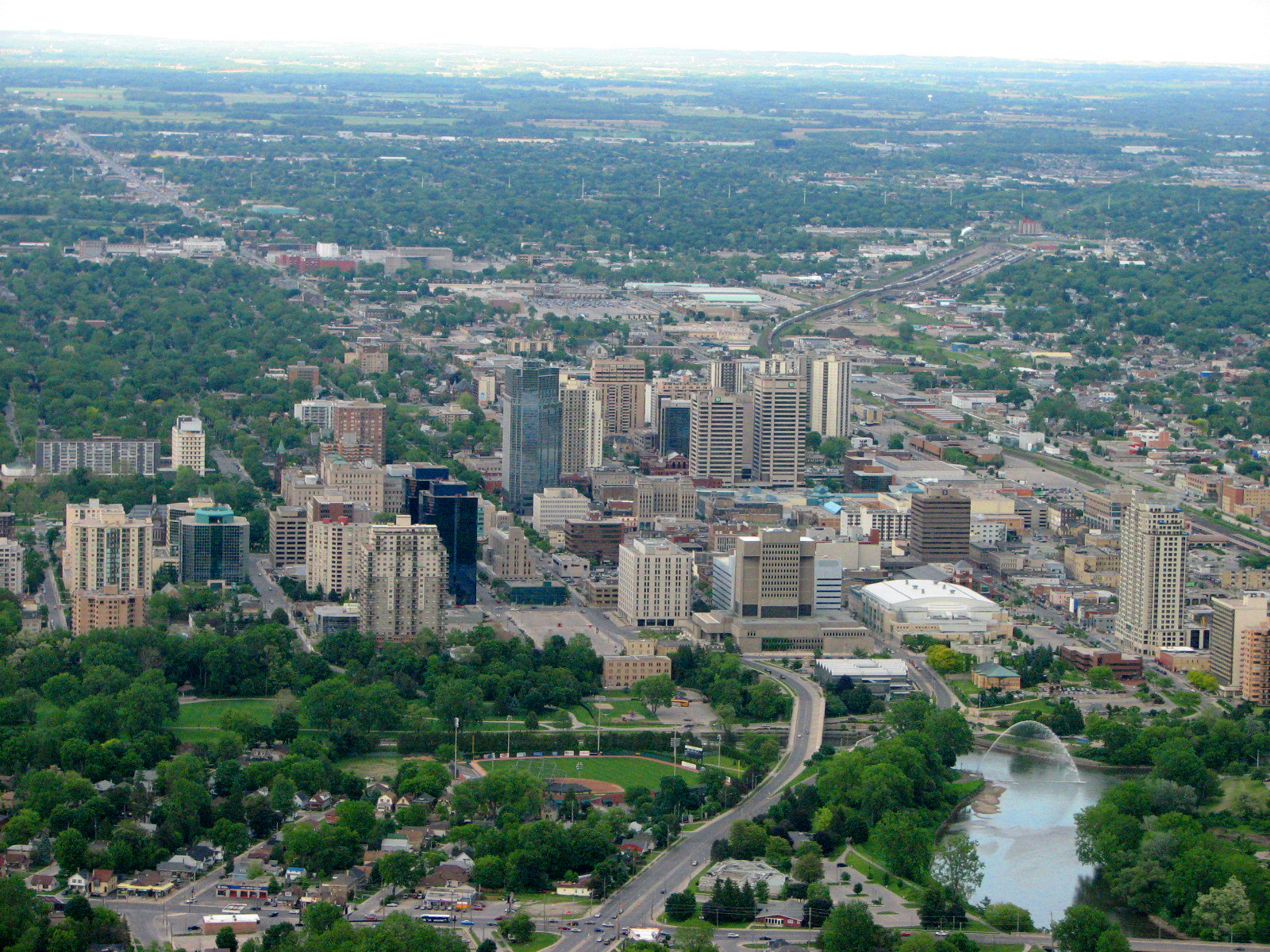
London, noyau de la région métropolitaine (RMR) du même nom.

La province de l'Ontario est subdivisée en 11 régions économiques ; son gouvernement provincial est assuré depuis Toronto qui en est le siège.
Les régions économiques de l'Ontario sont constituées de 49 divisions de recensement coïncidant, chacune pour sa part, avec, le cas échéant, l'un des 20 counties (CTY), 10 districts (DIS), 9 divisions de recensement (CDR) pour lesquelles n'existe aucun genre municipal ou classification équivalente, 6 regional municipality (RM), 3 united counties (UC) et 1 municipal district (DM).
Ces divisions de recensement se répartissent 15 régions métropolitaines de recensement (Barrie, Brantford, Grand Sudbury, Guelph, Hamilton, Kingston, Kitchener-Cambridge-Waterloo, London, Oshawa, Ottawa-Gatineau, Peterborough, Saint Catharines-Niagara, Thunder Bay, Toronto, Windsor), 28 agglomérations de recensement, 106 circonscriptions électorales fédérales, 114 localités désignées, 290 centres de population et 574 subdivisions de recensement classées en 12 genres (207 townships, 139 réserves indiennes, 88 towns, 54 municipalities, 46 cities, 16 territoires non organisés, 11 villages, 5 établissements indiens, 3 municipalités-municipalities, 2 cités, 2 villes-cities et 1 ville-town).

## Région des Prairies (4)

### Province du Manitoba (46)
La province du Manitoba est subdivisée en 8 régions économiques ; son gouvernement provincial est assuré depuis Winnipeg qui en est le siège.
Les régions économiques du Manitoba sont constituées de 23 divisions de recensement (CDR) pour lesquelles n'existe aucun genre municipal ou classification équivalente.
Ces divisions de recensement se répartissent une région métropolitaine de recensement (Winnipeg), 4 agglomérations de recensement, 14 circonscriptions électorales fédérales, 97 localités désignées, 44 centres de population et 287 subdivisions de recensement classées en 8 genres (117 rural municipalities, 75 réserves indiennes, 51 towns, 19 villages, 10 territoires non organisés, 9 cities, 4 établissements indiens et 2 local government districts).

### Province de la Saskatchewan (47)

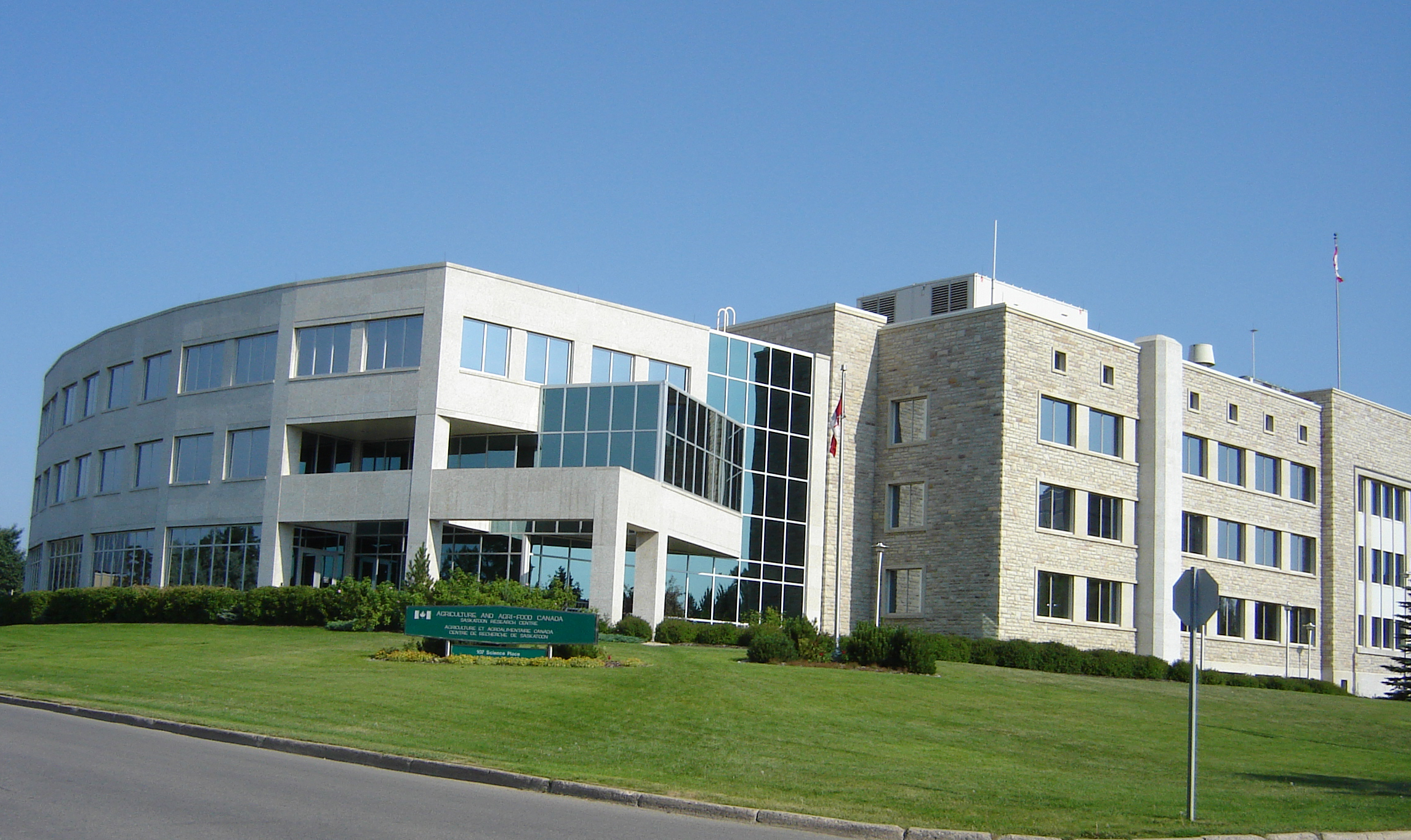
Agriculture et Agroalimentaire Canada, centre de recherche de Saskatoon, dans la région agricole de recensement (RAR) 6B.

La province de la Saskatchewan est subdivisée en 6 régions économiques ; son gouvernement provincial est assuré depuis Regina qui en est le siège.
Les régions économiques de la Saskatchewan sont constituées de 18 divisions de recensement (CDR) pour lesquelles n'existe aucun genre municipal ou classification équivalente.
Ces divisions de recensement se répartissent 2 régions métropolitaines de recensement (Regina et Saskatoon), 7 agglomérations de recensement, 14 circonscriptions électorales fédérales, 204 localités désignées, 61 centres de population et 959 subdivisions de recensement classées en 11 genres (296 rural municipalities, 266 villages, 168 réserves indiennes, 147 towns, 40 resort villages, 16 cities, 11 northern hamlets, 11 northern villages, 2 territoires non organisés, 1 colonie de la Couronne et 1 établissement indien).

### Province de l'Alberta (48)
La province de l'Alberta est subdivisée en 8 régions économiques ; son gouvernement provincial est assuré depuis Edmonton qui en est le siège.
Les régions économiques de l'Alberta sont constituées de 19 divisions de recensement (CDR) pour lesquelles n'existe aucun genre municipal ou classification équivalente.
Ces divisions de recensement se répartissent 2 régions métropolitaines de recensement (Edmonton et Calgary), 17 agglomérations de recensement, 34 circonscriptions électorales fédérales, 271 localités désignées, 109 centres de population et 435 subdivisions de recensement classées en 10 genres (108 towns, 95 villages, 81 réserves indiennes, 64 municipal districts, 51 summer villages, 17 cities, 7 improvement districts, 5 specialized municipalities, 4 établissements indiens et 3 special areas).

## Région de la Colombie-Britannique (5)

### Province de la Colombie-Britannique (59)
La province de la Colombie-Britannique est subdivisée en 8 régions économiques ; son gouvernement provincial est assuré depuis Victoria qui en est le siège.
Les régions économiques de la Colombie-Britannique sont constituées de 29 divisions de recensement coïncidant, chacune pour sa part, avec, le cas échéant, l'un des 28 districts régionaux (RD) et 1 region (REG).
Ces divisions de recensement se répartissent 4 régions métropolitaines de recensement (Vancouver, Victoria, Kelowna et Abbotsford-Mission), 21 agglomérations de recensement, 42 circonscriptions électorales fédérales, 319 localités désignées, 100 centres de population et 743 subdivisions de recensement classées en 11 genres (419 réserves indiennes, 158 regional district electoral areas, 52 district municipalities, 49 cities, 43 villages, 14 towns, 3 établissements indiens, 2 indian government districts, 1 island municipality, 1 Nisga'a land et 1 regional municipality).

## Région des Territoires (6)

### Territoire du Yukon (60)
Le territoire du Yukon est une région économique à part entière ; son gouvernement territorial est assuré depuis Whitehorse qui en est le siège.
La région économique du Yukon constitue en elle-même une division de recensement (TER).
Cette division de recensement comporte une agglomération de recensement (Whitehorse), une circonscription électorale fédérale, une localité désignée, un centre de population et 37 subdivisions de recensement classées en 9 genres (13 établissements, 5 établissements indiens, 4 autonomies gouvernementales, 4 territoires non organisés, 4 villages, 3 towns, 2 hamlets, 1 city et 1 teslin land).

### Territoires du Nord-Ouest (61)
Les Territoires du Nord-Ouest sont une région économique à part entière ; leur gouvernement territorial est assuré depuis Yellowknife qui en est le siège.
La région économique des Territoires du Nord-Ouest est constituée de 6 divisions de recensement coïncidant, chacune pour sa part, avec l'une des 6 regions (REG).
Ces regions se répartissent une agglomération de recensement (Yellowknife), une circonscription électorale fédérale, 3 centres de population et 41 subdivisions de recensement classées en 9 genres (10 hamlets, 10 settlements, 6 territoires non organisés, 4 community governments, 4 towns, 3 chartered communities, 2 réserves indiennes, 1 city et 1 village).

### Territoire du Nunavut (62)
Le territoire du Nunavut est une région économique à part entière ; son gouvernement territorial est assuré depuis Iqaluit qui en est le siège.
La région économique du Nunavut est constituée de 3 divisions de recensements coïncidant, chacune pour sa part, avec l'une des 3 regions (REG).
Ces regions se répartissent une circonscription électorale fédérale, 7 centres de population et 31 subdivisions de recensement classées en 4 genres (24 hamlets, 3 settlements, 3 territoires non organisés et 1 city).